# 夢つくし
夢つくし（ゆめつくし）は米（水稲）の品種名。福岡県の独自開発品種であり、福岡県の主要銘柄の1つである。2014年から2016年は福岡県内の作付面積第1位の品種である。
1995年に福岡県農業総合試験場がコシヒカリとキヌヒカリを交配させて育成した。
名称は「将来の夢、希望」を意味する「夢」と、北部九州の旧国名である筑紫国（つくしのくに）から採られた。また、「つくし」には誠意や親切を「尽くす」の意味も込められている。